# Katastrofa lotu Indian Airlines 491
Katastrofa lotu Indian Airlines 491 wydarzyła się 26 kwietnia 1993 roku. Lot 491 był lotem z Aurangabad do Bombaju, obsługiwanym przez indyjską linię lotniczą Indian Airlines. Boeing 737-2A8 rozbił się po starcie po zderzeniu samolotu z ciężarówką. W katastrofie zginęło 55 osób, a 63 innych zostało rannych.

## Samolot
Samolotem był 18-letni Boeing 737-2A8, wyprodukowany z numerem seryjnym 20961. Samolot został dostarczony do Indian Airlines w 1974 roku i został zarejestrowany jako VT-ECQ. Samolot miał łącznie 43 887 godzin lotu i ponad 50 000 cykli lotu.

## Pasażerowie i załoga
Lot 491 przewoził 112 pasażerów. Większość pasażerów stanowili Hindusi. Jednak na pokładzie samolotu znajdowało się 10 cudzoziemców z Zachodu. Potwierdzono też, że na pokładzie samolotu znajdował się co najmniej jeden Australijczyk, jeden Brytyjczyk, jeden Niemiec i jeden Japończyk.
Lot wystartował z indyjskiej stolicy Delhi i zakończyłby się w Bombaju z kilkoma międzylądowaniami. Trasa jest opisywana jako popularna trasa dla turystów, ponieważ miasta znane są z historycznych pałaców, podczas gdy Mumbaj jest ekonomiczną stolicą Indii.
Na pokładzie było 6 członków załogi, składającej się z 2 pilotów i 4 członków personelu pokładowego. Pilotami byli: kapitan SN Singh (38 l.) i pierwszy oficer Manishy Mohana (30 l.)

## Wypadek
Lot 491 był krajowym lotem pasażerskim z Aurangabad, dużego miasta, znanego ze świątyń, do Mumbaju. W Aurangabad 18 pasażerów wysiadło, a 51 pasażerów weszło na pokład samolotu, co zwiększyło łączną liczbę pasażerów do 112. Samolot został zatankowany, a załoga poprosiła o zezwolenie na start. Kontroler Aurangabad zezwolił załodze na start z pasa 09.
Samolot wzbił się w powietrze dopiero pod koniec pasa startowego około godziny 13:00 czasu lokalnego. Ciężarówka przewożąca bele bawełny jechała drogą w pobliżu końca pasa startowego. Lewe podwozie samolotu i lewy silnik uderzyły w ciężarówkę. Zderzenie zerwało zarówno lewe podwozie, jak i odwracacz ciągu lewego silnika. W wyniku kolizji bele bawełny z ciężarówki zostały rozrzucone po pobliskim polu. Gdy samolot wzniósł się z pasa startowego, oderwane lewe podwozie i odwracacz ciągu odczepiły się i zderzyły z częściami krawędzi natarcia lewego statecznika poziomego i lewego steru wysokości, uszkadzając obie konstrukcje. Uderzenie w ciężarówkę spowodowało, że lewy silnik obracał się na niskich obrotach.
Samolot przechylił się w lewo i wleciał na zestaw trzech przewodów elektrycznych wysokiego napięcia, około 3 km od lotniska, i zerwał wszystkie trzy przewody. 500 metrów od zderzenia samolot opadł i uderzył w dwa pawiany lewym silnikiem. Kontynuował ślizganie się i uderzył prawym skrzydłem w drzewo. Kolizja podzieliła kadłub na dwie części i samolot stanął w płomieniach.
W katastrofie zginęło 55 pasażerów i 2 członków personelu pokładowego. W sumie 11 pasażerów zostało ciężko rannych, a 8 innych odniosło drobne obrażenia. Pozostałe 44 osoby nie ucierpiały w katastrofie. Katastrofę przeżyły łącznie 63 osoby, w tym kapitan Singh, pierwszy oficer Mohan oraz 2 stewardesy.

## Dochodzenie
Indyjskie Ministerstwo Lotnictwa Cywilnego natychmiast wszczęło dochodzenie w sprawie wypadku. Przesłuchano łącznie 28 świadków i zbadano 146 dokumentów. Rejestratory lotu zostały wydobyte z wraku w stanie spalonym.

### Przeciążenie samolotu
Dochodzenie wykazało, że samolot został załadowany o 118 kg więcej niż dopuszczalna masa. Stan przeciążenia samolotu wymagałby dłuższego narastania prędkości, co wyjaśnia późny start lotu 491. Badacze nie byli jednak w stanie określić dokładnej masy samolotu podczas startu i dokładnego zakresu przeciążenia z powodu braku jasnych dowodów. Dochodzenie wykazało, że bagaż pasażerów był „numerowany, ale nieuwzględniony”. Niektórzy pasażerowie wnieśli ciężki bagaż podręczny do górnej kabiny. Oszacowano, że całkowita masa bagażu podręcznego w kabinie przekroczyła dopuszczalną masę.
Śledczy oszacowali, że samolot był przeciążony o 1 tonę. Indian Airlines argumentowały, że przeciążenie nie przekroczyłoby 500 kg. Jednak pierwszy oficer Mohan twierdził, że samolot został przeciążony o 4,65 tony podczas wypadku. Następnie przeprowadzono trzy symulacje lotu, aby potwierdzić teorię. Żadna z symulacji nie spowodowała awarii. Druga symulacja sugerowała jednak, że lot 491 mógł się rozbić, gdyby pilot rozpoczął późną rotację, co sugeruje, że późna rotacja była bezpośrednio spowodowana przez pilota, a nie nadwagę.
Przeciążenie samolotu zostało wówczas wykluczone z możliwych przyczyn katastrofy.

### Obecność ciężarówki
Do pasa startowego przylegała mała droga publiczna łącząca północ z południem. Przed wypadkiem, w latach 1975–1985, droga była ogrodzona i zamykano bramki, gdy na lotnisku pojawiał się ruch samolotów. Od 1986 roku te bramki już nie istniały, dzięki czemu pojazdy mogły swobodnie korzystać z drogi w dowolnym momencie. Regulacja ruchu na drogach w pobliżu lotniska należała do obowiązków Indian National Airport Authority (NAA). Było jasne, że NAA w Aurangabad nie utrzymała właściwie otoczenia lotniska.

### Wniosek
Końcowy raport został opublikowany 25 grudnia 1993 roku. Uznał, że przyczyną  wypadku były: błąd pilotów w zainicjowaniu późnej rotacji i niewłaściwa technika rotacji oraz nieuregulowanie przez NAA ruchu mobilnego na drodze w godzinach lotu.
Śledczy wydali 25 zaleceń dla NAA, lotniska Aurangabad i Indian Airlines. W następstwie katastrofy m.in. droga została ponownie zablokowana, do długości pasa dodano dodatkową odległość 3000 stóp, licencja kapitana Singha została cofnięta, a drugiego pilota zawieszona.